# EN108
A EN 108- Estrada Nacional n.º 108, também conhecida como Estrada Marginal do Douro, é uma estrada nacional que integra a rede nacional de estradas de Portugal. Ligava o Porto a Bagaúste (concelho de Peso da Régua).

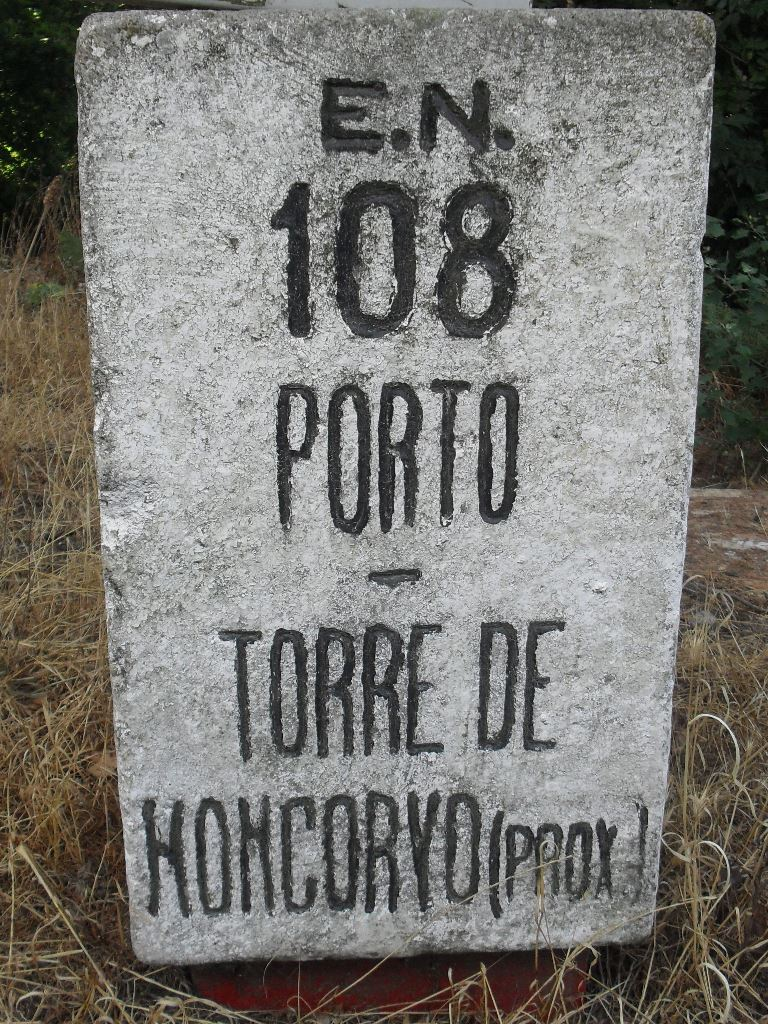
Marco Miriamétrico ao km90 em Santa Marinha do Zêzere

Até meados do século XX, não existia qualquer via rodoviária em redor de grande parte da margem norte do Rio Douro. Apenas em 1945, aquando da elaboração do Plano Rodoviário Nacional, se iniciou o planeamento da nova estrada marginal. Nesta fase, estava previsto que esta estrada, baptizada como N 108, ligasse o Porto às proximidades de Torre de Moncorvo, onde terminaria num entroncamento com a N 102. 

No entanto, dos mais de 170 quilómetros previstos, apenas foram construídos os primeiros 120 - desde o quilómetro 0 (no entroncamento com a Estrada da Circunvalação do Porto, N 12, na zona do Freixo), até à Barragem de Bagaúste, no concelho de Peso da Régua. 

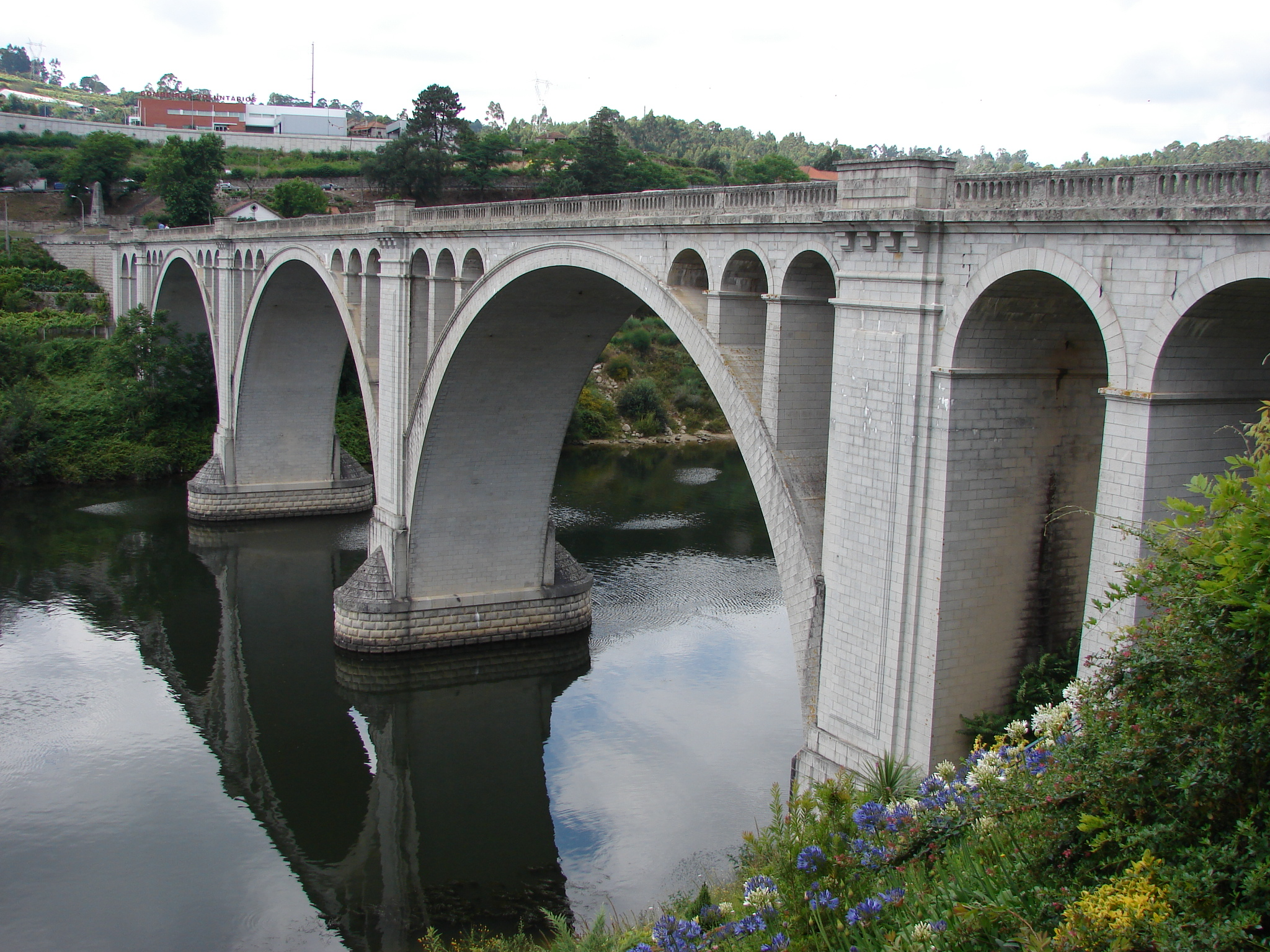
Ponte Duarte Pacheco, através da qual a E.N. 108 atravessa o Rio Tâmega

No troço final, nunca construído, a EN 108 deveria seguir em grande parte o percurso da Linha Ferroviária do Douro até à zona do Cachão da Valeira, passando por Covelinhas, Ferrão, Pinhão e Foz-Tua, seguindo pela margem norte do rio até terminar na zona da Foz do Sabor. Face à ausência da sua construção, o papel de principal estrada do vale do Douro a montante da Régua foi ocupado pela N 222, que segue pela margem sul do rio. 
A N 108 foi, até à década de 1990, uma das mais importantes ligações do Porto à região de Trás-os-Montes e Alto Douro, servindo de alternativa sul à N 15.
A sua obra de arte mais emblemática é a Ponte Duarte Pacheco, inaugurada em 1941, e que permite a travessia do Rio Tâmega junto da sua foz, ligando as localidades de Entre-os-Rios e Torrão.
Grande parte desta estrada encontra-se regionalizada: entre o Porto e a N319-2 (ligação à A41) e entre Eja e Peso da Régua. Entre Mesão Frio e Peso da Régua está prevista uma transformação da estrada para uso local, devido à construção do IC35.

## Ramais
EN108-1: Para o Cais de Bitetos
EN108-2: Para a estação de Aregos
EN108-3: Para a estação de Barqueiros
EN108-4: Para a estação de Rede
(EN108-5: Para a estação de S. Mamede de Ribatua) - Projectada no PRN1945 que não foi concluído

## Percurso

### PORTO - BAGAÚSTE
| Distrito              | Localidade intermédia | Estrada que liga  |
| --------------------- | --------------------- | ----------------- |
| Distrito do Porto     | Porto (Freixo)        | N 12 N 209 VCI    |
| Distrito do Porto     | Ribeira do Abade      |                   |
| Distrito do Porto     | Gramido               |                   |
| Distrito do Porto     | Atães                 |                   |
| Distrito do Porto     | Foz do Sousa          |                   |
| Distrito do Porto     | Zebreiros             |                   |
| Distrito do Porto     | Vila Cova             | A 41 CREP         |
| Distrito do Porto     | Esposade              | N 109-2           |
| Distrito do Porto     | Medas                 |                   |
| Distrito do Porto     | Melres                | N 319-2           |
| Distrito do Porto     | Rio Mau               |                   |
| Distrito do Porto     | Sebolido              |                   |
| Distrito do Porto     | Canelas               |                   |
| Distrito do Porto     | Entre-os-Rios         | N 106 N 224 IC 35 |
| Distrito do Porto     | Torrão                |                   |
| Distrito do Porto     | Várzea do Douro       |                   |
| Distrito do Porto     | Alpendorada           | N 210             |
| Distrito do Porto     | Magrelos              |                   |
| Distrito do Porto     | São Lourenço do Douro |                   |
| Distrito do Porto     | Sande                 | N 320             |
| Distrito do Porto     | Penha Longa           |                   |
| Distrito do Porto     | Paços de Gaiolo       |                   |
| Distrito do Porto     | Ribadouro             |                   |
| Distrito do Porto     | Santa Leocádia        | N 211             |
| Distrito do Porto     | Eiriz                 | N 321             |
| Distrito do Porto     | Santa Cruz do Douro   | N 108-2           |
| Distrito do Porto     | São Tomé de Covelas   |                   |
| Distrito do Porto     | Ermida                | N 304-3 N 321-2   |
| Distrito do Porto     | Frende                |                   |
| Distrito de Vila Real | Barqueiros            | N 108-3           |
| Distrito de Vila Real | Vila Jusã             |                   |
| Distrito de Vila Real | Rede                  | N 101             |
| Distrito de Vila Real | Caldas de Moledo      |                   |
| Distrito de Vila Real | Godim                 |                   |
| Distrito de Vila Real | Peso da Régua         | N 2               |
| Distrito de Vila Real | Bagaúste              | N 222             |